# Meridolum marshalli
Meridolum marshalli é uma espécie de gastrópode  da família Camaenidae.
É endémica da Austrália.